# Északisí-világbajnokság
Az északisí-világbajnokságot 1925-től rendezi meg a FIS. Az északi sí a télisportok közé tartozó összefoglaló sportkategória, a sífutást, a síugrást és az északi összetett sportágakat tartalmazza. A FIS az általa szervezett sportági versenyeket 1925-ben és 1927-ben ún. Rendezvous-, 1929–1931 és 1933–1935 között pedig FIS-versenyek néven rendezte. A sorozatot 1937-től nevezték hivatalosan is világbajnokságnak, de a szövetség a korábbiakat is vb-nek ismerte el. Az első világbajnokságok műsorán még csak a férfi sífutásban, a férfi síugrásban és az északi összetettben rendeztek versenyeket, a női sífutók 1954-ben, a női síugrók pedig 2009-ben csatlakoztak a világbajnokság mezőnyéhez.

## Világbajnokságok
- Az 1941-es versenyt a FIS 1946-os ülésén nem hivatalosnak nyilvánították. A döntés háttere az előző, 1940. évi világbajnokságig nyúlik vissza: a vb-t Norvégia rendezte volna, de az ország német megszállása miatt elmaradt. Az 1941-es versenyt e helyett rendezték meg, de a csapatok és versenyzők csak kis számban képviseltették magukat, így a szövetség nem látta reálisnak az elért eredményeket.
- 1982-ben külön vb-t rendeztek a női 20 km-es sífutók számára, mert az nem szerepelt az olimpia műsorán.
- 1984-ben külön vb-t rendeztek a síugró és az északi összetett csapatversenyei számára, mert azok nem szerepeltek a szarajevói olimpia műsorán.

| Év   | Ország                    | Helyszín             | Versenyszámok | Megjegyzés                                                                                              |
| 1925 | Csehszlovákia             | Janské Lázne         | 4             | |
| 1927 | Olaszország               | Cortina d’Ampezzo    | 4             | |
| 1929 | Lengyelország             | Zakopane             | 4             | |
| 1930 | Norvégia                  | Oslo                 | 4             | |
| 1931 | Németország               | Oberhof              | 4             | |
| 1933 | Ausztria                  | Innsbruck            | 5             | Először rendezték meg a sífutó váltót.                                                                  |
| 1934 | Svédország                | Solleftea            | 5             | |
| 1935 | Csehszlovákia             | Vysoké Tatry         | 5             | |
| 1937 | Franciaország             | Chamonix             | 5             | |
| 1938 | Finnország                | Lahti                | 5             | |
| 1939 | Lengyelország             | Zakopane5            | 5             | |
| 1941 | Olaszország               | Cortina d’Ampezzo    | 5             | Később a szövetség nem hivatalossá nyilvánította.                                                       |
| 1950 | Amerikai Egyesült Államok | Lake Placid, Rumford | 5             | A sífutást Runfordban, a síugrást Lake Placidben rendezték.                                             |
| 1954 | Svédország                | Falun                | 8             | Az első világbajnokság, amin a nők is részt vettek.                                                     |
| 1958 | Finnország                | Lahti                | 8             | |
| 1962 | Lengyelország             | Zakopane             | 10            | |
| 1966 | Norvégia                  | Oslo                 | 10            | |
| 1970 | Csehszlovákia             | Vysoké Tatry         | 10            | |
| 1974 | Svédország                | Falun                | 10            | |
| 1978 | Finnország                | Lahti                | 11            | |
| 1980 | Svédország                | Falun                | 1             | Külön vb a női 20 km-es sífutók számára.                                                                |
| 1982 | Norvégia                  | Oslo                 | 13            | Először szerepelt a csapatverseny síugró nagy sáncon és a 3×10 km-es csapatverseny északi összetettben. |
| 1984 | Finnország Svájc          | Rovaniemi Engelberg  | 2             | A finnek rendezték az északi összetett, a svájciak a síugrás versenyeit.                                |
| 1985 | Ausztria                  | Seefeld              | 13            | |
| 1987 | Nyugat-Németország        | Oberstdorf           | 13            | |
| 1989 | Finnország                | Lahti                | 15            | |
| 1991 | Olaszország               | Lago di Tesero       | 15            | Először rendeztek 10 km-es sífutást férfiak számára.                                                    |
| 1993 | Svédország                | Falun                | 15            | Először rendeztek kombinált (klasszikus+szabad stílus) üldözőversenyt sífutásban.                       |
| 1995 | Kanada                    | Thunder Bay          | 15            | |
| 1997 | Norvégia                  | Trondheim            | 16            | |
| 1999 | Ausztria                  | Ramsau               | 16            | A nagy sáncról ugrást Bischofshofenben rendezték.                                                       |
| 2001 | Finnország                | Lahti                | 19            | Sífutásban először rendeztek sprintversenyt, síugrásban normál sáncon először rendeztek csapatversenyt. |
| 2003 | Olaszország               | Lago di Tesero       | 18            | |
| 2005 | Németország               | Oberstdorf           | 19            | Először rendeztek csapat sprintversenyt.                                                                |
| 2007 | Japán                     | Szapporo             | 18            | |
| 2009 | Csehország                | Liberec              | 20            | Bemutatkozott a női síugrás és a tömegrajtos verseny északi összetettben.                               |
| 2011 | Norvégia                  | Oslo                 | 21            | Először rendeztek csapatversenyt normál sáncon északi összetettben.                                     |
| 2013 | Olaszország               | Val di Fiemme        | 21            | Először rendeztek vegyescsapatversenyt síugrásban.                                                      |
| 2015 | Svédország                | Falun                | 21            | |
| 2017 | Finnország                | Lahti                | 21            | |
| 2019 | Ausztria                  | Seefeld              | 22            | Először rendeztek síugrásban női csapatversenyt.                                                        |
| 2021 | Németország               | Oberstdorf           | 24            | Először rendeztek északi összetettben női egyéni versenyt és síugrásban női nagysáncos versenyt.        |
| 2023 | Szlovénia                 | Planica              | 25            | Először rendeznek északi összetettben női csapatversenyt.                                               |
| 2025 | Norvégia                  | Trondheim            | 26            | Először rendeznek északi összetettben női nagysáncos versenyt.                                          |
| 2027 | Svédország                | Falun                | 27            | Először rendeznek északi összetettben női csapatsprintet.                                               |

## Éremtáblázat
Utolsó frissítés a 2015-ös világbajnokság után.
| Ssz.      | Ország                              | Aranyérem | Ezüstérem | Bronzérem | Összesen |
| 1.        | Norvégia                            | 126       | 98        | 100       | 324      |
| 2.        | Finnország                          | 62        | 69        | 64        | 195      |
| 3.        | Svédország                          | 44        | 43        | 43        | 130      |
| 4.        | Szovjetunió                         | 36        | 32        | 24        | 92       |
| 5.        | Németország (Nyugat-Németország is) | 25        | 36        | 24        | 85       |
| 6.        | Oroszország                         | 24        | 23        | 28        | 75       |
| 7.        | Ausztria                            | 22        | 21        | 25        | 68       |
| 8.        | Német Demokratikus Köztársaság      | 12        | 15        | 11        | 38       |
| 9.        | Olaszország                         | 10        | 20        | 23        | 53       |
| 10.       | Japán                               | 10        | 10        | 10        | 30       |
| 11.       | Lengyelország                       | 8         | 6         | 10        | 24       |
| 12.       | Csehszlovákia                       | 7         | 12        | 11        | 30       |
| 13.       | Amerikai Egyesült Államok           | 7         | 3         | 4         | 14       |
| 14.       | Franciaország                       | 6         | 4         | 10        | 20       |
| 15.       | Svájc                               | 4         | 5         | 7         | 16       |
| 16.       | Csehország                          | 3         | 6         | 6         | 15       |
| 17.       | Észtország                          | 3         | 5         | 2         | 10       |
| 18.       | Kazahsztán                          | 3         | 2         | 4         | 9        |
| 19.       | Szlovénia                           | 1         | 2         | 4         | 7        |
| 20.       | Kanada                              | 1         | 1         | 3         | 5        |
| 21.       | Spanyolország                       | 1         | 1         | 0         | 2        |
| 22.       | Jugoszlávia                         | 1         | 0         | 0         | 1        |
| 23.       | Fehéroroszország                    | 0         | 1         | 0         | 1        |
| 23.       | Szlovákia                           | 0         | 1         | 0         | 1        |
| 25.       | Ukrajna                             | 0         | 0         | 2         | 2        |
| Összesen: | Összesen:                           | 416       | 416       | 415       | 1247     |

## Fordítás
- Ez a szócikk részben vagy egészben  a   FIS Nordic World Ski Championships című angol Wikipédia-szócikk ezen változatának fordításán alapul.  Az eredeti cikk szerkesztőit annak laptörténete sorolja fel. Ez a jelzés csupán a megfogalmazás eredetét és a szerzői jogokat jelzi, nem szolgál a cikkben szereplő információk forrásmegjelöléseként.